# Гомін (чоловічий хор)
«Гомін» — український чоловічий самодіяльний хор Союзу українців у Великій Британії. Хор заснований 1949 року в Манчестері (Велика Британія) Ярославом Бабуняком, який став його керівником і головним диригентом. Основу хору склали колишні співаки чоловічого хору «Бурлака» після переїзду з Італії та любителі хорового співу. За рік керівництво хором перебирає Євген Пасіка, який після тринадцяти років диригування виїздить до Америки, і головним диригентом знову стає Я.Бабуняк. На міжнародному фестивалі хорів у місті Лланголлен чоловічий хор «Гомін» отримує приз від королівської родини Великої Британії як найкращий хор (1964).
Протягом багатьох років, хор Гомін представляє в світі українську пісню у її класичному виконанні. Хор продовжує найкращі традиції українського хорового мистецтва галицької співочої школи, що відзначається академічним звукооформленням та домінуванням акапельного виконання. У репертуарі чоловічого хору «Гомін» — духовна музика, колядки, щедрівки, твори Бортнянського, Кошиця, І. Воробкевича, Кирила Стеценка та сучасних композиторів, хорові твори на слова Тараса Шевченка, Богдана Лепкого, патріотичні пісні. Візитівкою хору стала пісня «Розпрягайте, хлопці, коні» в обробці Я. Бабуняка. Солістами хору у різні часи були Є. Пасіка, В. Сверлюк, І. Туєшин, І. Гнилиця, Р. Литвинів, І. Людкевич, М. Шербатюк, П. Савків, Р. Паращук. Довголітнім акомпаніатором «Гомону» був валієць Біллям Ітон Джонс та Я.Шутка.
Чоловічий хор «Гомін» учасник найвагоміших в українській діаспорі мистецьких заходів, щорічних шевченківських свят. У 1998 році «Гомін» став основою збірного (230 осіб) «Хору Тисячоліття з Великої Британії». Хор є неодноразовим учасником міжнародних фестивалів хорів. На міжнародному фестивалі у місті Лянгохлен отримує приз від королівської родини Великої Британії як найкращий хор (1964). На фестивалях в Монтре (Швейцарія) хор здобуває перше і друге місця. Хор виступав на багатьох сценах Великої Британії, на радіо, телебаченні, у найпрестижніших залах 12 країн світу. Мав тріумфальні турне Європою (Кельн, Париж, Мюнхен та ін.), в США та Канаді у 1974, 1978 роках. У 1995 пройшло його спільне турне чоловічого хору «Гомін» із Львівським муніципальним хором «Гомін» по Великій Британії та Україні. Тоді ж у Києві відбувся концерт за участі манчестерського, львівського та київського (керівник Л. Ященко) хорів «Гомін». 1999 року чоловічий хор Гомін отримує премію імені братів Б. і Л. Лепких.